# Ammothereva mongolica
Ammothereva mongolica är en tvåvingeart som först beskrevs av Zaitzev 1970.  Ammothereva mongolica ingår i släktet Ammothereva och familjen stilettflugor.
Artens utbredningsområde är Mongoliet. Inga underarter finns listade i Catalogue of Life.